# Моосте (волость)
Моосте (ест. Mooste vald) — волость в Естонії, у складі повіту Пилвамаа. Волосна адміністрація розташована в селищі Моосте.

## Розташування
Площа волості — 185,2 км², чисельність населення становить 1371 особу.
Адміністративний центр волості — сільське селище (ест. alevik) Моосте. Крім того, на території волості знаходяться ще 14 сіл: Вііслі (Viisli), Йаатшмишса (Jaanimõisa), Каару (Kaaru), Кадайа (Kadaja), Канассааре (Kanassaare), Кастмекойа (Kastmekoja), Кауксі (Kauksi), Лахо (Laho), Расіна (Rasina), Савімяе (Savimäe), Суурметса (Suurmetsa), Сякна (Säkna), Сяяссааре (Säässaare), Терепі (Terepi).